# Бечки појас
Бечки појас, (  (B 221)), је назив за аустријски коловоз, који се налази у Бечу. Локалним језиком назива се само као Gürtel (појас).
У оквиру аустријске нумерације путева, овој улици додијељен је број 221.
Поред Бечког прстена, затим такозване улице Zweierlinie, Бечки појас (Gürtel) представља трећу по реду улицу која кружи око језгра града. Док Бечки прстен окружује само комплетан унутрашњи град (Innere Stadt), Бечки појас (Gürtel) обухвата и прве бечке округе који се налазе до Унутрашњег града.